# Motzen (Kempten)
Motzen ist eine Einöde der kreisfreien Stadt Kempten (Allgäu). Sie gehörte bis 1972 zur Gemeinde Sankt Mang, die in diesem Jahr Kempten wiederangefügt wurde.

## Geschichte
Der Ortsname geht zurück auf das Anwesen des „Motz“. Im Jahr 1819, ein Jahr nachdem Motzen mit anderen Ortschaften zur Ruralgemeinde Sankt Mang verbunden worden war, zählte man auf dem Einzelhof drei Bewohner.
1900 gab es in Motzen einen Hof mit sechs Bewohnern. 1954 lebten in der Einöde elf Einwohner.